# شارع يوشيوارا

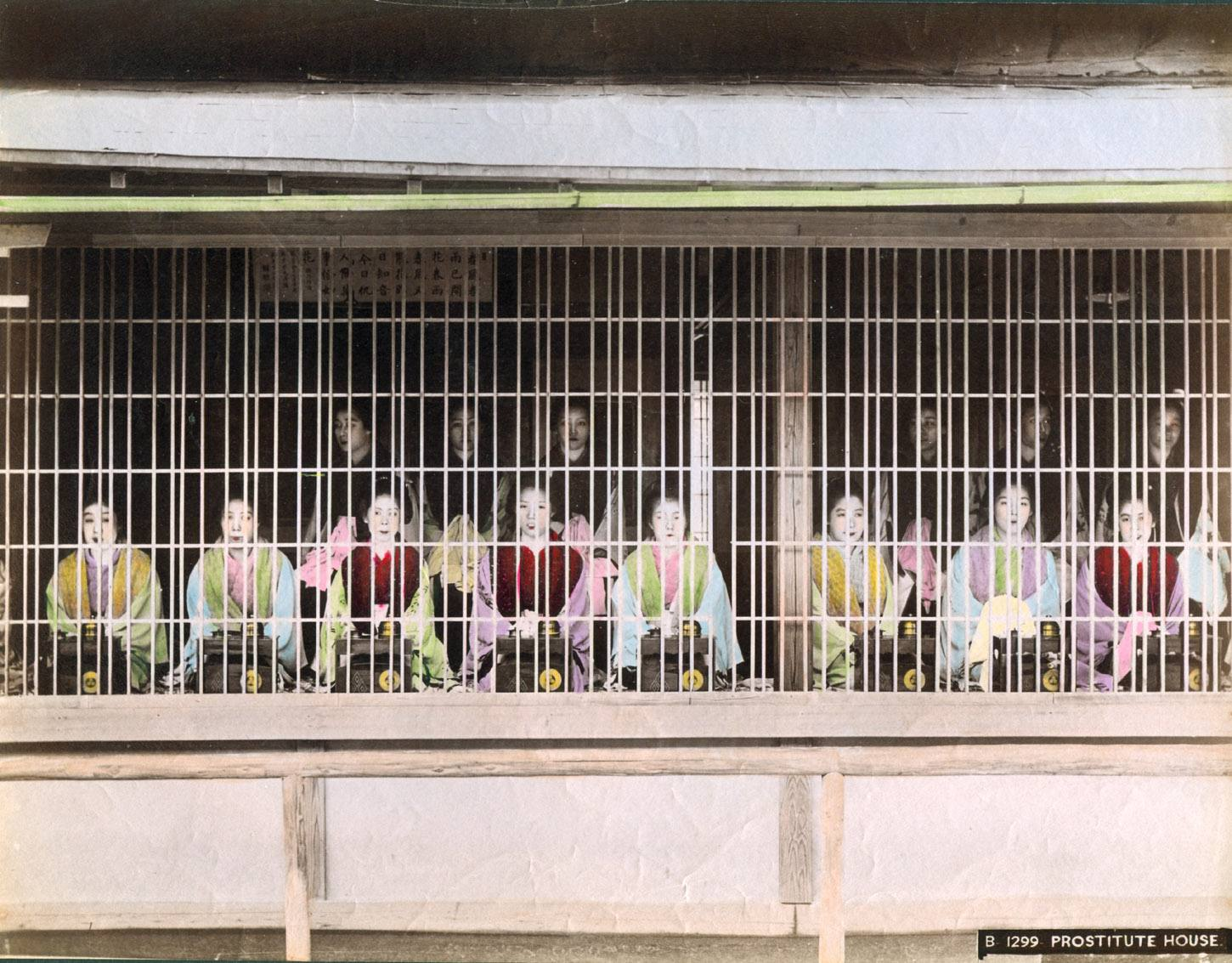
عاهرات معروضات في يوشيوارا خلال فترة ميجي

يوشيوارا (吉原) هو شارع مشهور يوكاكو أو (منطقة الضوء الأحمر) في إيدو (في الوقت الحاضر طوكيو)، باليابان.
في أوائل القرن السابع عشر، كانت الدعارة واسعة الانتشار من طرف الذكور والإناث على حد سواء في جميع أنحاء مدن كيوتو وإيدو وأوساكا. ولمواجهة هذه الظاهرة، أمر توكوغاوا هيديتادا من توكوغاوا شوغن بحصر الدعارة في أحياء معينة للمدن مثل: شيمبارا في كيوتو (1640 )، شينماشي في أوساكا (1624-1644)، ويوشيوارا Yoshiwara في إيدو (1617). وكان دافع توكوغاوا الرئيسي لإقامة هذه المناطق هو محاولة منع الأثرياء الجدد والحد من نشاطهم بالانخراط في السياسة، وذلك بإلهائهم بهذه الأماكن أين يقضون معظم أوقاتهم هناك.

## التاريخ

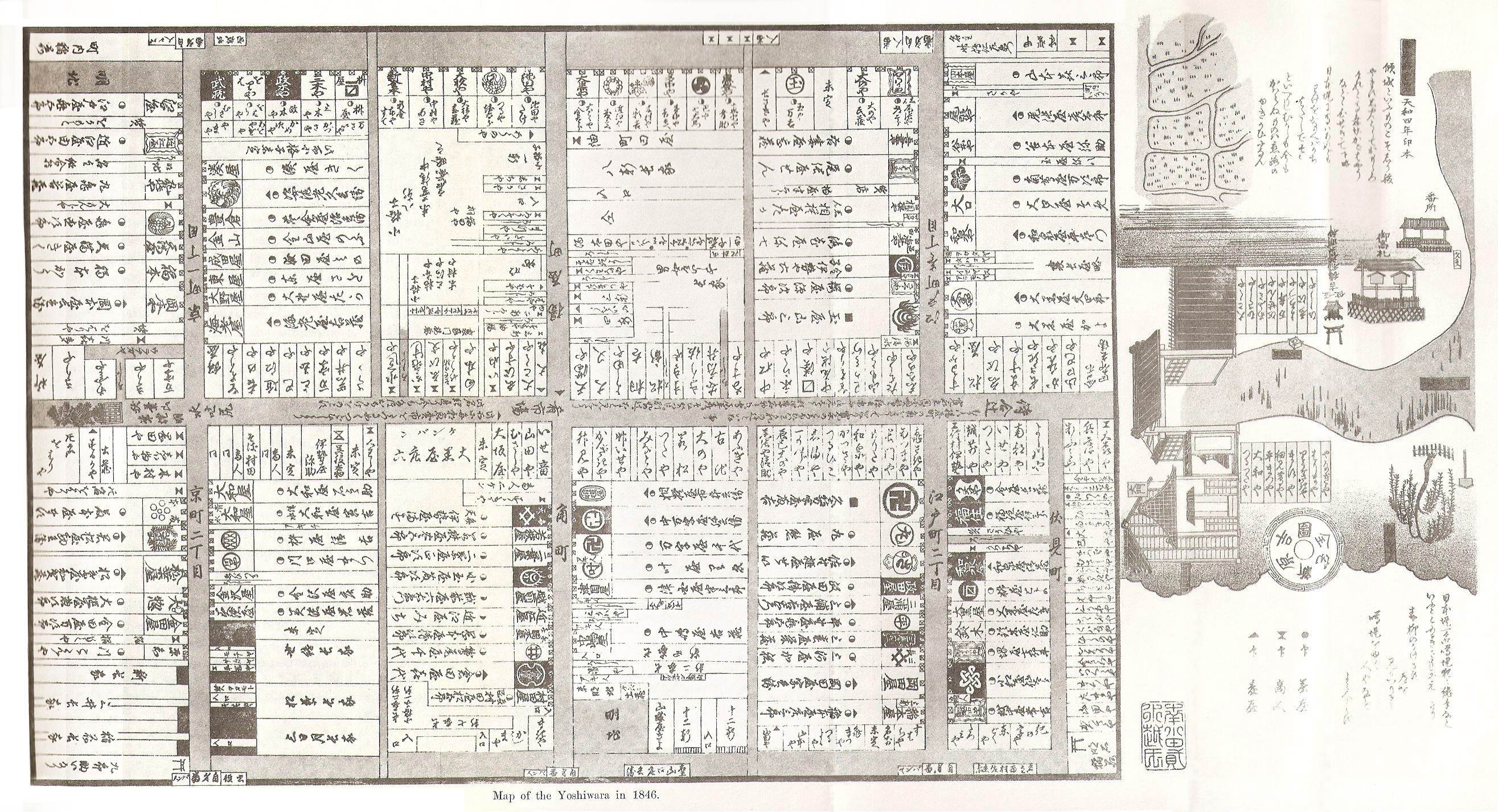
خريطة يوشيوارا من 1846.

تم إنشاء شارع يوشيوارا يوكاكو في مدينة إيدو، بالقرب من ما يعرف اليوم باسم نيهونباشي، بالقرب من بداية طريق طوكايدو المزدحم الذي يؤدي إلى كيوتو الغربية غرب اليابان.
في عام 1656، نظرًا للحاجة إلى التوسع مع نمو المدينة، قررت الحكومة نقل شارع يوشيوارا إلى موقعه الحالي شمال أساكوسا على مشارف المدينة.
أُحرِق حي يوشيوارا القديم (إلى جانب الكثير من المدينة) في حريق مايريكي العظيم عام 1657؛ ثم تمت إعادة بنائه في الموقع الجديد، حيث تم تغيير اسمه إلى شين يوشيوارا (نيو يوشوارا) أو يوشيوارا الجديد، وأُطلق على الموقع القديم اسم موتو يوشيوارا (أوريجينال يوشيوارا) أو يوشيوارا الأصلي. ولكن في نهاية المطاف تم حذف لفظة «شين»، وأصبحت المنطقة الجديدة تعرف باسم يوشيوارا فقط.
كان شارع يوشيوارا موطنًا لنحو 1750 امرأة في القرن الثامن عشر، مع احصاءات لنحو 3000 امرأة من جميع أنحاء اليابان في وقت واحد. حيث كانت في المنطقة أكثر من 9000 امرأة في عام 1893، وعانت الكثير منهن من مرض الزهري. وغالبًا ما كانت هذه الفتيات يعرضن على بيوت الدعارة من قِبل آبائهن حيث تتراوح أعمارهم بين سبعة إلى اثني عشر عامًا. فإذا كانت الفتاة محظوظة، فسوف تصبح متدربة لمحظية رفيعة المستوى. وعندما تكبر الفتاة وتكمل جميع تدريباتها، تصبح محظية هي الأخرى وتشق طريقها إلى أعلى مستوى في هذه الحرفة؛ وغالبًا ما كانت الشابات تتعاقدن مع بيت الدعارة لمدة تتراوح بين خمس وعشر سنوات فقط، ولكن الدين الضخم أبقاهن بعض الأحيان في بيوت الدعارة طوال حياتهن.
لا يتم تمييز الطبقات الاجتماعية في شارع يوشيوارا حيث عامي واحد معه ما يكفي من المال يكون على قدم المساواة مع ساموراي مخضرم. على الرغم من منع الساموراي من دخول منطقة يوشيوارا، إلا أنهم كانوا يدخلونها غالبًا. وكان الشرط الوحيد عليهم هو أن جميع أسلحتهم يجب أن تُترك عند بوابة مدخل المدينة. بموجب القانون، لم يُسمح لأسياد بيوت الدعارة بالبقاء إلا ليلة ونهار واحد في كل مرة. مثل كل السياسات الرسمية ليوشيوارا، لكن نادراً ما تم تطبيق هذا.
أصبحت يوشيوارا منطقة تجارية قوية. حيث تتغير الموضات في المدينة بشكل دائم ومتكرر، مما خلق طلبًا كبيرًا على التجار والحرفيين. عادة، كان من المفترض أن ترتدي العاهرات أردية زرقاء بسيطة فقط، ولكن هذا نادرا ما يتم تطبيقه. وغالبًا ما ترتدي السيدات الرفيعات المستوى أعلى صيحات الموضة في ذلك الوقت، مع الكيمونو الحريري اللامع وزينة الشعر المكلفة والمفصلة. مما جعل للأزياء أهمية كبيرة في يوشيوارا لدرجة أنها كانت توجه الموضة ككل في بقية اليابان.

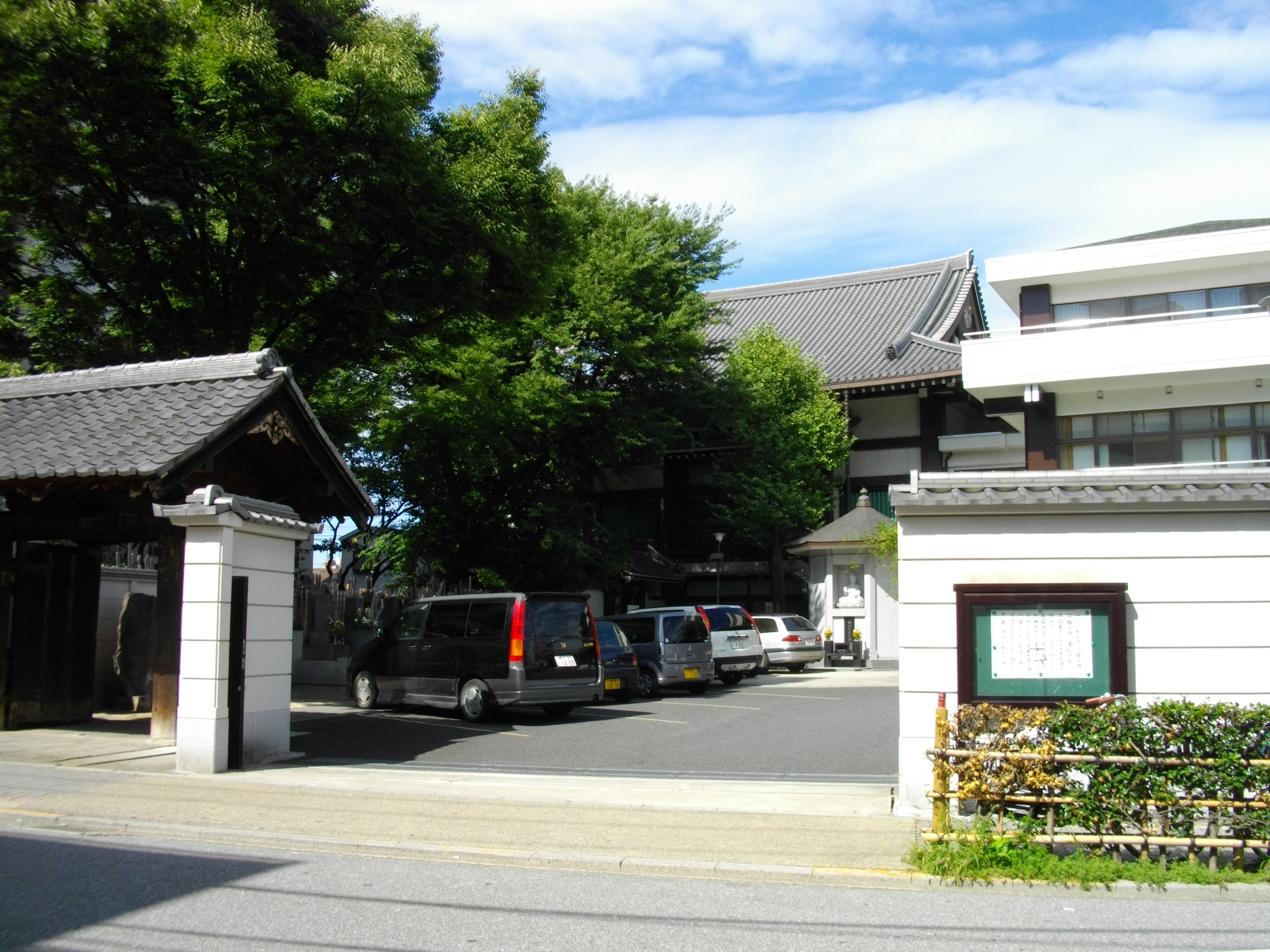
مقبرة جوكان-جي: ترقد فيها آلاف المومسات من شارع يوشيوارا يوكاكو

كانت معظم المومسات فتيات ينتمين إلى أسر فقيرة ويتم استغلالهن بالكامل. حيث كانت معظمهن فقيرات لدرجة أنه عندما متن، تم إحضار جثثهن دون الكشف عن هويتهن إلى معبد جوكانجي Jōkan-ji وتركوهن عند المدخل الخلفي لأن دفنًا مناسبًا لهن كان سيكون مكلفًا للغاية. ولذلك أصبح المعبد معروفًا أيضًا باسم Nage-komi dera (معبد الرمي). تم تكريس نصب تذكاري لآلاف من المومسات مجهولات الهوية من يوشيواررا في عهد ميجي.

## الناس والخدمات

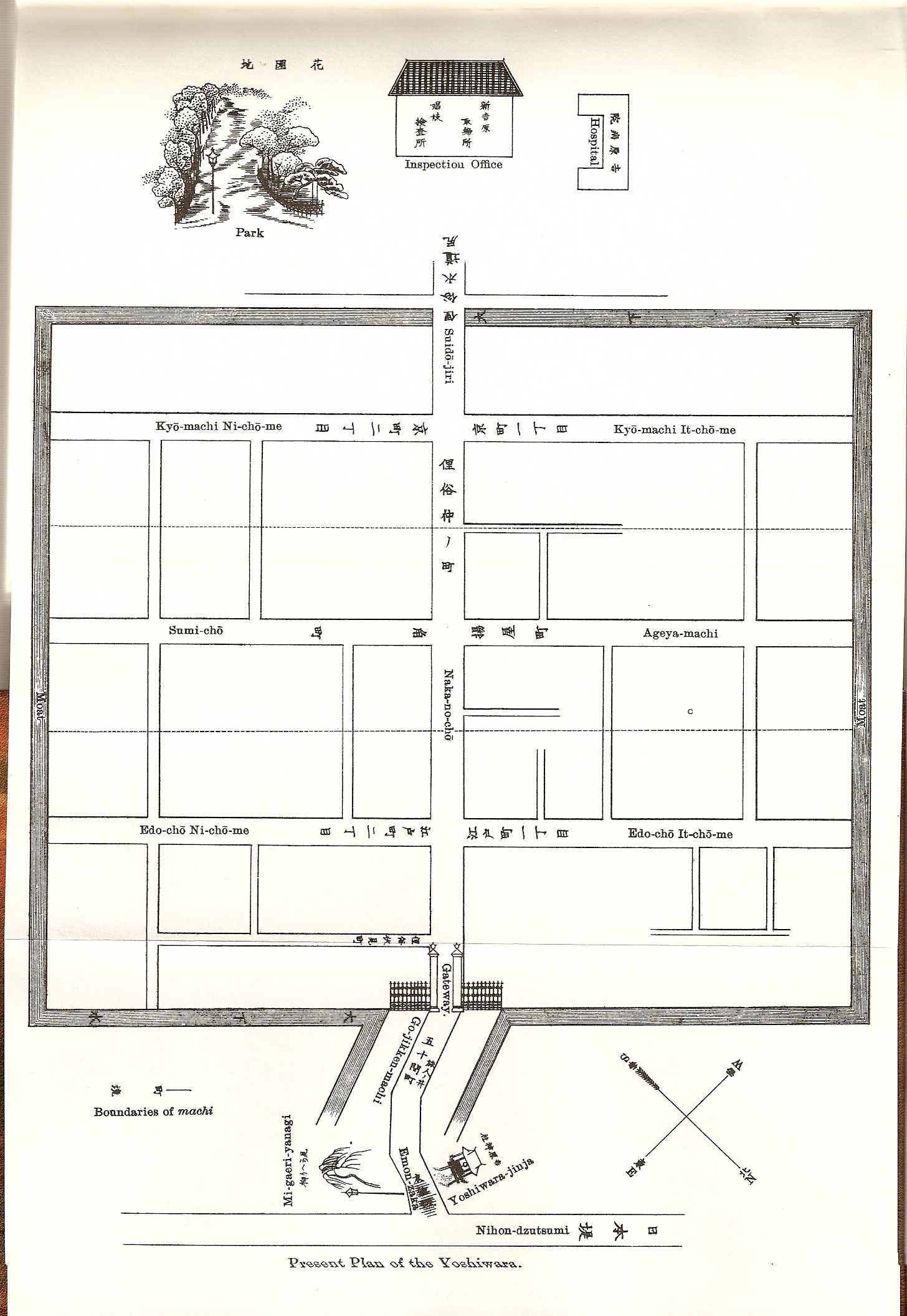
تخطيط من عام 1905.

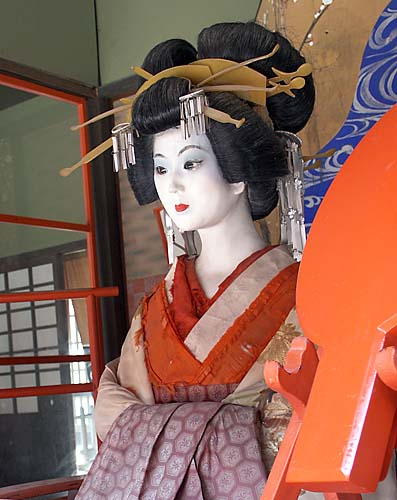
يعيد هذا الفيلم الذي تم تمثيله في كيوتو ظهور منطقة ذات ضوء أحمر مثل يوشيوارا.

إن الأشخاص المشاركين في ميزو شوباي (水商売) («تجارة المياه» ) تشمل أيضا الهوكان (الكوميديين)، الكابوكي (المسرح الشعبي في ذلك الوقت)، والراقصين، فتيات المقاهي، كانو (رسامي مدرسة كانو)، المحظيات اللاتي يقمن في سايرو seirō (البيوت الخضراء) والغيشا في منازلهن المدعوة «أوكيا».

## يوشيوارا اليوم
يتوافق شارع يوشيوارا اليوم تقريبا مع شارع سانزوكو 4 شومي المتواجد بحي تايتو الكبير بطوكيو. للوهلة الأولى، يبدو يوشيوارا اليوم مشابهًا جدًا للعديد من الأحياء الأخرى في طوكيو الحديثة. ومع ذلك، فإنه يحتفظ بإرث ماضيه لأنه يحتوي على مؤسسات تجارية تعمل في تجارة الجنس، على الرغم من أن الشرطة اتخذت إجراءات صارمة ضد أراضي الصابون كما يطلقون عليها، في عام 2007. زخارف الشوارع والمعابد والأضرحة من الماضي التي توجد على طول الحي لا تزال موجودة إلى الآن.

## روابط خارجية
- معلومات حول مقاطعة يوشيورا
- الصور والمعلومات
- صورة يوشيورا
- العالم المتلألئ من اليابانية المجاملة؟
- ماذا كان حي يوشيورا؟ من قبل متحف هونولولو للفنون
- الهيكل الاجتماعي ليوشيوارا قبل عام 1750 من قبل متحف هونولولو للفنون
- الهيكل الاجتماعي ليوشيوارا بعد الستينيات من القرن التاسع عشر بواسطة متحف هونولولو للفنون
- تحسين Yoshiwara بواسطة متحف هونولولو للفنون